# کنراد ناونتسکی
کُنراد ناونتسکی (لهستانی: Konrad Nałęcki؛ ‏۲۹ اکتبر ۱۹۱۹–۲۸ مه ۱۹۹۱) کارگردان فیلم اهل لهستان بود.
از فیلم‌هایی که وی در آن‌ها نقش داشته‌است، می‌توان به سه داستان و چهار تانکچی و یک سگ اشاره نمود.
وی بابت مشارکت‌های فرهنگی-هنری‌اش برندۀ نشان شایستگی برای دفاع ملی و صلیب طلایی شایستگی شد.